# Golf von Kefalos
Die Golf von Kefalos (griechisch Κόλπος Κεφάλου Kólpos Kefálou) befindet sich am westlichen Ende der griechischen Insel Kos in der östlichen Ägäis. Kos ist der kleinasiatischen Küste vorgelagert, der Golf von Kefalos der türkischen Küste abgewandt (Richtung Kreta gelegen).

## Name, Geographie und Geschichte
Die Bucht wurde nach der Kleinstadt Kefalos benannt und liegt etwa zur Hälfte auf der Kefalos-Halbinsel (griechisch Χερσόνησος Κεφάλου), die vom 429 m hohen Berg Latra (auch Lathra bzw. Λάτρα) im äußersten Süden und dem Berg Zini (362 m) dominiert wird. Kap Routhiano mit dem Berg Zini und der Höhle Aspri Petra schiebt sich in die Bucht hinein. Das westliche Ende der Bucht wird vom Kap Krikelos  (Akra Krikelos) eingenommen und das östliche Ende vom Cap Agios Nikolaos . Zwischen Kap Krikelos und dem Kap Routhiano befindet sich die Skinou Bucht. Zwischen Kap Routhiano und Cap Tigani  (an der Engstelle der Insel Kos) die Agios Stefanos Bucht. Kap Krikelos ist das westlichste Ende der Insel Kos.
Innerhalb des Golfs sind mehrere touristisch erschlossenen Strände und Resorts vorhanden sowie der Hafen Kamari und die Ansiedlungen Onia und Kampos. Vor der Ansiedlung Kampos liegen in der Bucht zwei kleine Inseln. Auf der westlichen, Kastri (griechisch Καστρί), liegt die Kapelle Agios Nikolaos (griechisch Άγιος Νικόλαος). Gegenüber der kleinen Insel Kastri am Strand bei Kampos befinden sich die Ruinen zweier Kirchen (Agios Stefanos). Durch das Erdbeben 213 v. Chr. wurden auf der Halbinsel Kefalos die meisten alten Bauten zerstört.
Auf einem Plateau, etwa hundert Meter über dem Meer, liegt Kefalos. Die Ruinen einer mittelalterlichen Burg in der Nähe von Kefalos des Johanniterordens zeugen noch von der strategischen Wichtigkeit der Bucht noch im Mittelalter. Hier in der Nähe soll sich auch der frühere Hauptort der Insel, Astypalea, befunden haben.
Dem Golf von Kefalos gegenüber befinden sich fünf größere, gut sichtbare, Inseln (Aufzählung von Westen nach Osten):
- Pergousa (griechisch Περγούσα [pɛrˈɣusa], transkr. auch Pergoussa),
- Pachia (griechisch Παχειά oder Παχιά [paˈça]),
- Nisyros (griechisch Νίσυρος [ˈnisirɔs]),
- Gyali (griechisch Γυαλί [ʝaˈli], deutsch ‚Glas‘),
- Strongyli (griechisch Στρογγύλ [strɔŋˈgʲili], deutsch ‚rund‘).

Westlich, außerhalb der Golföffnung ist auch noch die unbewohnte Insel Kandelioussa (griechisch Κανδελιούσσα) zu sehen und östlich die Datça-Halbinsel (Festland der Türkei).